# Штробль, Тобиас
Тобиас Штробль (нем. Tobias Strobl; род. 12 мая 1990, Мюнхен, ФРГ) — немецкий футболист, полузащитник; тренер.

## Карьера
Штробль начал заниматься футболом в клубе «Аубинг», когда ему было шесть лет. Летом 2000 года он перебрался в академию клуба «Мюнхен 1860». Параллельно с занятиями в футбольной школе Штробль также занимался гольфом, и весьма небезуспешно — когда ему было 15 лет, он выиграл окружной чемпионат Баварии среди своих ровесников. Тем не менее футбол продолжал оставаться приоритетной задачей для Тобиаса. После академии в 2009 году Штробля перевели в молодёжный состав до 23 лет, выступающий в Региональной лиге «Запад». 23 мая 2009 года Штробль дебютировал во втором составе команды в матче против клуба «Гессен Кассель». С ноября 2009 года Штробль тренировался с первым составом. Однако места в основном составе для него не нашлось и Штробль продолжал выступать за вторую команду. В общей сложности за второй состав «Мюнхена 1860» Штробль сыграл 59 матчей и забил один гол.
Летом 2011 года Штробль перешёл в «Хоффенхайм», подписав с клубом однолетний контракт. В стартовый состав сразу попасть не удалось, в течение сезона 2011/12 Штробль выступал за дубль. 11 февраля 2012 года Штробль дебютировал в Бундеслиге, заменив на 83-й минуте Себастьяна Руди в матче против бременского «Вердера». Летом 2012 года Штробль продлил свой контракт с «Хоффенхаймом» до 2014 года. Перед началом сезона 2012/13 Штробль на правах аренды перешёл в «Кёльн» до конца сезона.
Летом 2016 года Штробль перешёл в гладбахскую «Боруссию».